# Bredgölen, Småland
Bredgölen är en sjö i Vimmerby kommun i Småland och ingår i Botorpsströmmens huvudavrinningsområde.